# Powerchair americký fotbal
Powerchair americký fotbal (anglicky: Wheelchair Football) je druh parasportu. Hráči hrají na powerchair.

## Dějiny
Sport vymyslel Tim Nugent v roce 1948. Řídícím orgánem je AAASP, který jej pomohl rozšířit mezi studenty. Hráči můžou mít normální i elektrický vozík. V roce 2020 vznikla liga pro dospělé, kterou sponzoruje Move United.
| Typy vozíků |                          |
| ----------- | ------------------------ |
|             | Manuální invalidní vozík |
|             | Powerchair               |